# Métodos de proteína
Los métodos de proteína son todas aquellas técnicas que se emplean en el estudio de proteínas; incluye técnicas genéticas, técnicas de detección de proteínas, técnicas de aislamiento y purificación de proteínas y muchas otras técnicas enfocadas a la caracterización de la estructura y de la función de una proteína (y que con frecuencia requieren purificarla previamente).

## Métodos genéticos
- traducción conceptual: muchas proteínas no se secuencian directamente, sino que se conoce su secuencia por "traducción conceptual" de su secuencia de mRNA. Ver código genético.
- mutagenesis dirigida: permite producir variantes de proteínas para estudiar los cambios en su estructura y en su función.
- Evolutivo: consiste en el análisis de los cambios en las secuencias de diferentes especies usando un software como BLAST.
- En el caso de proteínas implicadas en enfermedades humanas, pueden identificarse comparando los alelos de la enfermedad y de otros fenotipos.

## Detección de proteínas
- Inmunotinción
- Inmunoprecipitación
- Inmunoelectroforesis
- Western blot
- Ensayo del ácido bicinconínico
- Espectrometría
- Ensayo enzimático

- Datos: Q2915896